# Maximum thermique de l'Éocène 2
Le maximum thermique de l'Éocène 2 (anglais Eocene Thermal Maximum 2, abrégé ETM-2), également nommé H-1 ou l'événement Elmo (Eocene Layer of Mysterious Origin), est un événement éphémère mais marqué de réchauffement climatique qui s'est produit il y a environ 53,7 millions d'années,,,. il s'agit du second événement hyperthermique majeur qui a ponctué le réchauffement à long terme qui a marqué la période allant du Paléocène supérieur à l'Éocène inférieur (58 à 50 Ma)
Les événements hyperthermiques sont des événements de réchauffement climatique et d'apports massifs de carbone qui se sont produits sur des intervalles de temps géologiquement courts (< 200 000 ans). Le plus extrême et le plus étudié, le maximum thermique du passage Paléocène-Éocène (PETM ou ETM-1), s'est produit environ 1,8 million d'années avant l'ETM-2, il y a approximativement 55,5 Ma. D'autres hyperthermiques moins importants ont probablement suivi l'ETM-2 à 53,6 Ma (H-2), 53,3 (I-1), 53,2 (I-2) et 52,8 Ma (informellement nommé K, X ou ETM-3). Le nombre, la nomenclature, les âges absolus et les impacts relatifs des événements hyperthermiques de l'Éocène font l'objet de nombreuses recherches actuelles,.
Dans tous les cas, les événements hyperthermiques semblent avoir inauguré l'Optimum climatique de l'Éocène, la période la plus chaude de l'ère du Cénozoïque. Ils ont également précédé l'événement Azolla qui s'est produit il y a 49 Ma.
Le maximum thermique de l'Éocène 2 est clairement reconnu dans les séquences sédimentaires par l'analyse de la composition en isotopes stable du carbone des matériaux riches en carbone,,,,. Le rapport 13C/12C (le δ13C) du carbonate de calcium ou de la matière organique diminue significativement durant l'événement. Cette variation est similaire à celle qui se produit durant le PETM, même si l'ordre de magnitude de l'excursion négative des isotopes du carbone n'y est pas aussi importante que durant ce dernier. Le timing des perturbations des systèmes terrestres semble également être différent dans les événements du PETM et du l'ETM-2. En particulier, le début de l'ETM-2 pourrait avoir été plus long (peut-être 30 000 ans), alors qu'à l'inverse le rétablissement semble avoir été plus court (possiblement inférieur à 50 000 ans). Cependant, le décours temporel des perturbations du cycle du carbone à court terme durant ces deux événements demeure difficile à contraindre.
Un horizon fin, riche en argile, caractérise l'ETM-2 dans les sédiments marins pourtant déposés à des endroits très différents. Dans les grands fonds marins, comme par l'exemple dans les sections forées par le Leg 208 de l'Ocean Drilling Program sur la dorsale de Walvis, ce niveau est expliqué par une importante dissolution de carbonate de calcium. Ce dernier n'ayant pu se déposer, l'argile y est inversement proportionnellement abondante. Dans les sections déposées le long des marges continentales, comme par exemple celles exposées le long de la Clarence en Nouvelle-Zélande, l'horizon riche en argile est expliqué par l'accumulation excessive de matériaux d'origine terrestre durant l'événement en raison d'une érosion accélérée. Des changements semblables dans les accumulations sédimentaires existent également durant le PETM. Dans les sédiments de la dorsale de Lomonossov dans l'océan Arctique, des intervalles aussi bien à l'intérieur de l'ETM-2 que du PETM montrent des signes de températures plus élevées, de salinités plus basses et de moins d'oxygène dissous.
Le PETM et l'ETM-2 sont considérés comme ayant une origine générale similaire,,. Durant ces deux événements, une quantité considérable de matériel appauvri en 13C est entré rapidement dans l'océan et l'atmosphère, ce qui a entraîné une baisse du δ13C des sédiments riches en carbone, et a conduit à la dissolution des carbonates dans l'océan profond. Cet apport en carbone appauvri est également couplé à une hausse de la température de la surface terrestre et à un accroissement de la saisonnalité dans les précipitations, qui explique l'excès de l'apport des sédiments d'origine terrestre dans les marges continentales. Les explications des changements à l'origine du ETM-2 sont les mêmes que celles proposées pour le PETM.
L'événement H-2 semble être un événement hyperthermique « mineur » qui a suivi l'ETM-2 (H-1) d'environ 100 000 ans. Cela a conduit des scientifiques à avancer que ces deux événements sont d'une manière ou d'une autre couplés et rythmés par des changements dans l'excentricité orbitale terrestre,.
Tout comme c'est le cas avec le PETM, il a été remarqué que les mammifères se sont adaptés durant l'ETM-2 en réduisant leur taille (« nanisme adaptatif »).